# Verfassungsschutz (Österrike)
Verfassungsschutz (Österrike), är Österrikes säkerhetstjänst. Nuvarande organisation bildades 2002 för att effektivisera den österrikiska säkerhetspolisen, tidigare kallad Staatspolizei. Säkerhetstjänsten ingår som en del i den österrikiska polisen, Bundespolizei. Personalen består av polisjurister och kriminalpoliser.

## Bundesamt für Verfassungsschutz und Terrorismusbekämpfung (BVT)
BVT är en avdelning inom det federala inrikesministeriet, där det ingår i Generaldirektionen för den offentliga säkerheten, som motsvarar den svenska rikspolisstyrelsen. 
BVT består av en ledningsgrupp (chef, ställföreträdare, informationschefen och chefen för internationella kontakter) samt tre avdelningar.
- Abteilung 1 är den administrativa avdelningen med ansvarar för personal, ekonomi och rättsfrågor.
- Abteilung 2 är den operativa avdelningen med ansvar för underrättelseinhämtning, analys och utvärdering.
- Abteilung 3 är skyddsavdelningen med ansvar för person- och objektsskydd.

Den operativa avdelningen är BVT:s största organisationsenhet och består av fem underavdelningar. Den fungerar även som samordnare av säkerhetstjänsten på delstatsnivå.
- Extremism
- Terrorism
- Kontraspionage, vapenspridning och vapenhandel
- Strategisk analys
- Tekniskt operativt understöd

## Landesamt für Verfassungsschutz und Terrorismusbekämpfung (LVT)
Under BVT lyder nio Landesamt für Verfassungsschutz und Terrorismusbekämpfung (LVT), en i vardera av Österrikes förbundsländer. De ingår som avdelningar i de delstatliga Säkerhetsdirektionerna (högre regionala polismyndigheter).